# Neith (sposa di Pepi II)
Neith (fl. XXIII-XXII secolo a.C.) è stata una regina egizia della VI dinastia.

## Famiglia
Fu chiamata Neith in onore della omonima dea egizia, divinità della guerra, della caccia e della tessitura.
Si ritiene fosse figlia del faraone Pepi I (ca. 2332 - 2287 a.C.) e della regina Ankhesenpepi I, il che la rese sorellastra e cugina di suo marito, il faraone Pepi II. Fu una delle mogli principali di tale faraone. Potrebbe essere stata la madre di re Merenra II. Secondo una leggenda, la enigmatica regina Nitocris potrebbe essere stata pure figlia di Neith.

## Titoli
I suoi titoli in quanto principessa reale includevano: Figlia del Re, Prima Figlia del Re del Suo Corpo, Prima Figlia del Re del Suo Corpo di Mennefer Meryra, Principessa ereditaria.
In quanto sposa del faraone assunse i titoli di: Sposa del Re, Amata Sposa del Re - di Menankh-Neferkara, Grande di lodi, Grande dello Scettro-Hetes, Colei Che vede Horus e Seth, Attendente di Horus, Consorte e Amata delle Due Signore (le dee Nekhbet e Uadjet), Compagna di Horus.
Il titolo di Madre del Re indica che un suo figlio divenne faraone.

## Sepoltura
Delle tre piccole piramidi erette intorno a quella di re Pepi II, a Saqqara, quella di Neith è la più grande: forse si tratta della più antica del gruppo delle piramidi delle regine. La piramide di Neith include un piccolo tempio, una piramide aggiuntiva e una flotta di sedici imbarcazioni lignee sepolte fra la piramide di Neith e quella aggiuntiva. L'entrata di questo piccolo complesso era fiancheggiata da due obelischi coperti di iscrizioni. La camera sepolcrale era coperta delle formule iscrizioni dei Testi delle piramidi: si tratta della seconda più antica occorrenza di tali formule nella tomba di una regina, essendo la più antica in assoluto quella di Ankhesenpepi II, madre di Pepi II. La camera sepolcrale conteneva il sarcofago in granito rosso con all'interno i resti della regina e una cassa di vasi canopi.
Parte della mummia di Neith fu ritrovata e collocata, un tempo, presso la Facoltà di Medicina di Kasr el-Aini.
Nel 2022, sono state ritrovate 300 bare e 100 mummie nel sito di Saqqara.